# Ndali
Le ndali est une langue bantoue parlée en Tanzanie et au Malawi.